# Anaerostipes caccae
Anaerostipes caccae è una specie di batterio appartenente alla famiglia delle Lachnospiraceae.